# Liste des cavités naturelles les plus longues des Hautes-Alpes
La liste des cavités naturelles les plus longues des Hautes-Alpes recense, sous forme de tableau(x), les cavités souterraines naturelles connues dans ce département français, dont le développement est supérieur ou égal à cinq cents mètres.
La communauté spéléologique considère qu'une cavité souterraine naturelle n'existe vraiment qu'à partir du moment où elle est « inventée » c'est-à-dire découverte (ou redécouverte), inventoriée, topographiée et publiée. Bien sûr, la réalité physique d'une cavité naturelle est la plupart du temps bien antérieure à sa découverte par l'homme ; cependant tant qu'elle n'est pas explorée, mesurée et révélée, la cavité naturelle n'appartient pas au domaine de la connaissance partagée.
La liste spéléométrique des 35 plus longues cavités naturelles des Hautes-Alpes (≥ cinq cents mètres) est actualisée à décembre 2023.
La plus longue cavité souterraine naturelle répertoriée dans le département des Hautes-Alpes est « la baume de France », sur la commune de Dévoluy (cf. ligne 1 du tableau ci-dessous).
| \| Histogramme de la répartition des plus longues cavités naturelles des Hautes-Alpes par classe de développement -- Les 34 cavités citées fin 2023 sont réparties en 4 classes de développement -- \| \| \| \| \| \| \| \| \| \| \| \| \| \| \| classe I >= 5 000 m 2 cavités \| classe II >= 2 000 m et < 5 000 m 7 cavités \| classe III >= 1 000 m et < 2 000 m 12 cavités \| classe IV >= 500 m et < 1 000 m 14 cavités \| \| |                               |                                             |                                               |                                            |  |
| Le graphique qui aurait dû être présenté ici ne peut pas être affiché car il utilise l'ancienne extension Graph, désactivée pour des questions de sécurité. Des indications pour créer un nouveau graphique avec la nouvelle extension Chart sont disponibles ici . |                               |                                             |                                               |                                            |  |
| Histogramme de la répartition des plus longues cavités naturelles des Hautes-Alpes par classe de développement -- Les 34 cavités citées fin 2023 sont réparties en 4 classes de développement -- |                               |                                             |                                               |                                            |  |
| |                               |                                             |                                               |                                            |  |
| | classe I >= 5 000 m 2 cavités | classe II >= 2 000 m et < 5 000 m 7 cavités | classe III >= 1 000 m et < 2 000 m 12 cavités | classe IV >= 500 m et < 1 000 m 14 cavités |  |

## Cavités des Hautes-Alpes (France) dont le développement est supérieur ou égal à5 000 mètres
2 cavités sont recensées dans cette « classe I »  au 31-12-2023.
| Réf. | Cavité (autres noms)  | Commune | Massif ou zone    | Coordonnées (WGS 84)        | Développe. (mètres) | Dénivel. (mètres) | Sources ou références                     | Mise à jour |
| ---- | --------------------- | ------- | ----------------- | --------------------------- | ------------------- | ----------------- | ----------------------------------------- | ----------- |
| 1    | Baume de France       | Dévoluy | Massif du Dévoluy | 44° 42′ 31″ N, 5° 50′ 46″ E | +006 650, m         | +0459, m          | Grottocenter & Voconcie no 19             | 2000-12     |
| 2    | Chourum des Aiguilles | Dévoluy | massif du Dévoluy | 44° 40′ 36″ N, 5° 49′ 13″ E | +006 100, m         | +0980, m          | Spéléo Club Alpin de Gap & Voconcie no 21 | 2000-01     |

## Cavités des Hautes-Alpes (France) dont le développement est compris entre2 000 mètreset4 999 mètres
7 cavités sont recensées dans cette « classe II »  au 31-12-2023.
| Réf. | Cavité (autres noms)             | Commune  | Massif ou zone    | Coordonnées (WGS 84)        | Développe. (mètres) | Dénivel. (mètres) | Sources ou références                                                                                                  | Mise à jour |
| ---- | -------------------------------- | -------- | ----------------- | --------------------------- | ------------------- | ----------------- | --- | ----------- |
| 3    | Réseau du Pic La Pare            | Montmaur | Massif du Dévoluy | 44° 37′ 29″ N, 5° 55′ 25″ E | +004 800, m         | +0236, m          | Spéléo magazine no 69                                                                                                  | 2010-03     |
| 4    | Chourum de la Combe des Buissons | Dévoluy  | massif du Dévoluy | 44° 41′ 59″ N, 5° 50′ 54″ E | +004 375, m         | +0511, m          | Voconcie no 16 | 2000-12     |
| 5    | Chourum du Scarabée              | Dévoluy  | Massif du Dévoluy | 44° 41′ 36″ N, 5° 50′ 44″ E | +003 471, m         | +0393, m          | Voconcie no 11 | 2000-12     |
| 6    | Tune des Renards                 | Dévoluy  | Massif du Dévoluy | 44° 41′ 26″ N, 5° 50′ 24″ E | +002 780, m         | +946, m           | Le Dauphiné, GSPV Épinal, 18th Int. Congress of Speleology – SYMPOSIUM 02 – Caving and explorations & Spelunca no 172. | 2016-11     |
| 7    | Chourum Picard IV                | Dévoluy  | Massif du Dévoluy | 44° 41′ 30″ N, 5° 50′ 40″ E | +002 515, m         | +0479, m          | Spelunca no 119 | 2010-07     |
| 8    | Chourum des Fruits               | Dévoluy  | Massif du Dévoluy | 44° 42′ 35″ N, 5° 50′ 27″ E | +002 200, m         | +0335, m          | Spelunca no 118 | 2010-04     |
| 9    | Chourum des Beaux Yeux           | Dévoluy  | Massif du Dévoluy |                             | +002 018, m         | +0618, m          | Le Dauphiné | 2023-10     |

## Cavités des Hautes-Alpes (France) dont le développement est compris entre1 000 mètreset1 999 mètres
12 cavités sont recensées dans cette « classe III » au 31-12-2023.
| Réf. | Cavité (autres noms)             | Commune | Massif ou zone    | Coordonnées (WGS 84)        | Développe. (mètres) | Dénivel. (mètres) | Sources ou références                           | Mise à jour |
| ---- | -------------------------------- | ------- | ----------------- | --------------------------- | ------------------- | ----------------- | ----------------------------------------------- | ----------- |
| 10   | Puits des Bans                   | Dévoluy | Massif du Dévoluy | 44° 43′ 20″ N, 5° 54′ 57″ E | +001 920, m         | +0342, m          | Spelunca no 106 & Spelunca no 109               | 2007-04     |
| 11   | Chourum des Fontaines            | Dévoluy | massif du Dévoluy | 44° 42′ 41″ N, 5° 50′ 54″ E | +001 850, m         | +0379, m          | Voconcie no 12 & Spéléométrie de la France      | 2000-12     |
| 12   | Baume des Toulousains            | Dévoluy | Massif du Dévoluy | 44° 43′ 29″ N, 5° 49′ 52″ E | +001 700, m         | +0248, m          | Spéléométrie de la France & Voconcie no 5       | 2000-12     |
| 13   | Chourum du Frigo                 | Dévoluy | Massif du Dévoluy | 44° 39′ 52″ N, 5° 54′ 47″ E | +001 600, m         | +0559, m          | Philippe Bertochio & Spéléo dossiers            | 2013-09     |
| 14   | Baume du Vallonnet               | Dévoluy | Massif du Dévoluy | 44° 42′ 03″ N, 5° 50′ 05″ E | +001 550, m         | +0126, m          | Scialet n°26 & Voconcie no 20                   | 2000-12     |
| 15   | Chourum du Chautet               | Dévoluy | Massif du Dévoluy | 44° 44′ 49″ N, 5° 50′ 27″ E | +001 520, m         | +0340, m          | Spéléométrie de la France                       | 2000-12     |
| 16   | Chourum La Fille                 | Dévoluy | Massif du Dévoluy | 44° 39′ 52″ N, 5° 53′ 50″ E | +001 500, m         | +0305, m          | Spéléométrie de la France & Voconcie no 4       | 2000-12     |
| 17   | Chourum du Goutourier            | Dévoluy | Massif du Dévoluy | 44° 43′ 18″ N, 5° 49′ 28″ E | +001 453, m         | +0431, m          | Voconcie no 19                                  | 2000-12     |
| 18   | Chourums des Chaudron - Chaupins | Dévoluy | Massif du Dévoluy | 44° 42′ 02″ N, 5° 50′ 54″ E | +001 310, m         | +0309, m          | Spéléométrie de la France & SSP                 | 2000-12     |
| 19   | Chourum du Duc                   | Dévoluy | Massif du Dévoluy | 44° 42′ 02″ N, 5° 51′ 19″ E | +001 225, m         | +0192, m          | Spéléométrie de la France & Philippe Bertocchio | 2000-12     |
| 20   | Chourums Dupont - Martin         | Dévoluy | Massif du Dévoluy | 44° 43′ 03″ N, 5° 51′ 27″ E | +001 200, m         | +0360, m          | Paul Courbon                                    | 2000-12     |
| 21   | La Baume du Chariot              | Dévoluy | Massif du Dévoluy | 44° 42′ 34″ N, 5° 50′ 48″ E | +001 102, m         | +0131, m          | Spelunca no 95 & Voconcie n°22                  | 2004-09     |

## Cavités des Hautes-Alpes (France) dont le développement est compris entre500 mètreset999 mètres
14 cavités sont recensées dans cette « classe IV » au 31-12-2023.
| Réf. | Cavité (autres noms)         | Commune  | Massif ou zone    | Coordonnées (WGS 84)        | Développe. (mètres) | Dénivel. (mètres) | Sources ou références                      | Mise à jour |
| ---- | ---------------------------- | -------- | ----------------- | --------------------------- | ------------------- | ----------------- | ------------------------------------------ | ----------- |
| 22   | Chourum Daniel               | Dévoluy  | Massif du Dévoluy | 44° 41′ 44″ N, 5° 50′ 51″ E | +000995, m          | +0242, m          | Spelunca no 113                            | 2009-01     |
| 23   | Chourum de Soleil-Bœuf       | Dévoluy  | Massif du Dévoluy | 44° 42′ 58″ N, 5° 49′ 50″ E | +000900, m          | +0290, m          | Spéléométrie de la France                  | 2000-12     |
| 24   | Chourum Sans-Nom             | Dévoluy  | Massif du Dévoluy | 44° 38′ 54″ N, 5° 53′ 49″ E | +000850, m          | +0185, m          | Spéléométrie de la France & Voconcie no 4  | 2000-12     |
| 25   | Chourum Clot                 | Dévoluy  | Massif du Dévoluy | 44° 42′ 07″ N, 5° 50′ 54″ E | +000805, m          | +0114, m          | Spéléométrie de la France & Voconcie no 15 | 2000-12     |
| 26   | Baume Fromagère              | Dévoluy  | Massif du Dévoluy | 44° 43′ 00″ N, 5° 50′ 14″ E | +000800, m          | +0167, m          | Spéléométrie de la France                  | 2000-12     |
| 27   | Chourum du Roti              | Dévoluy  | Massif du Dévoluy | 44° 38′ 45″ N, 5° 54′ 19″ E | +000780, m          | +0240, m          | Spéléométrie de la France                  | 2000-12     |
| 28   | Grotte de la Combe d'Aurouze | Montmaur | Massif du Dévoluy | 44° 37′ 32″ N, 5° 55′ 13″ E | +000730, m          | +0068, m          | Spéléo magazine no 69 & Voconcie no 19     | 2000-12     |
| 29   | Chourum du Piassou           | Dévoluy  | Massif du Dévoluy | 44° 43′ 04″ N, 5° 51′ 01″ E | +000660, m          | +0296, m          | Scialet n°27                               | 2000-12     |
| 30   | Grotte des Baumettes         | Dévoluy  | Massif du Dévoluy | 44° 39′ 38″ N, 5° 56′ 04″ E | +000600, m          | +0130, m          | Spéléométrie de la France                  | 2000-12     |
| 31   | Chourum Camarguier           | Dévoluy  | Massif du Dévoluy | 44° 42′ 58″ N, 5° 51′ 36″ E | +000550, m          | +0147, m          | Spéléométrie de la France                  | 2000-12     |
| 32   | Chourum des Adroits          | Dévoluy  | Massif du Dévoluy | 44° 42′ 40″ N, 5° 50′ 13″ E | +000540, m          | +0210, m          | Spéléométrie de la France & Voconcie no 12 | 2000-12     |
| 33   | Chourum Bourgin              | Dévoluy  | Massif du Dévoluy | 44° 38′ 28″ N, 5° 53′ 52″ E | +000535, m          | NC                | Spéléométrie de la France                  | 2000-12     |
| 34   | Baume en Z                   | Dévoluy  | Massif du Dévoluy | 44° 43′ 27″ N, 5° 50′ 23″ E | +000530, m          | +0130, m          | Spéléométrie de la France & Voconcie no 4  | 2000-12     |
| 35   | Chourums des Tunes no 9 & 10 | Dévoluy  | Massif du Dévoluy | 44° 40′ 02″ N, 5° 55′ 51″ E | +000500, m          | +0101, m          | Grottocenter                               | 2000-12     |